# فرع قطني من شريان حرقفي قطني
فرع قطني من شريان حرقفي قطني مخزون لعضلة قطنية كبرى وعضلة قطنية مربعة.